# کاج کره‌ای
کاج کره‌ای گونه‌ای از کاجیان بومی شرق آسیا، کره، منچوری، شرق دور روسیه و مرکز ژاپن است. در منطقه شمالی محدوده رشد این درخت، کاج کره‌ای معمولاً تا ارتفاع ۶۰۰–۹۰۰ متری از سطح دریا می‌روید، ولی در منطقه جنوبی محدوده رویش، درختی کوهی به‌شمار می‌آید و تا ارتفاع ۲۰۰۰ تا ۲۶۰۰ متری نیز در ژاپن رشد می‌کند.
کاج کره‌ای درختی بزرگ است و به بلندی ۴۰ تا۵۰ متر و قطر ۱٫۵ تا ۲ متر می‌رسد. این گونه به گروه (White pines) متعلق است.

## سودمندی

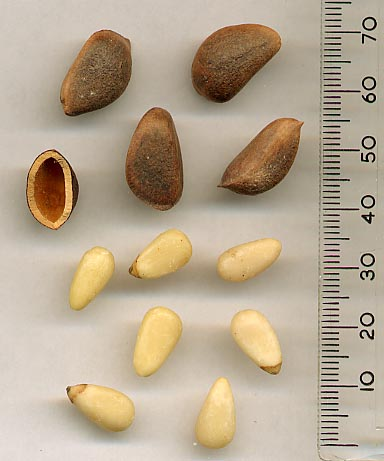
دانه‌های کاج کره‌ای

میوه (مخروط) کاج کره‌ای ۸ تا ۱۷ سانتیمتر درازا دارد. دانه‌های این کاج به درازی ۱۴ تا ۱۸ میلیمتر هستند که از بزرگ‌ترین دانه‌های انواع کاج محسوب می‌شود. این دانه‌ها به‌طور گسترده‌ای جمع‌آوری شده، و به خاطر مغز خوردنی آن در شمال شرقی چین و سراسر اروپا و ایالات متحده خرید و فروش می‌شوند. با اینکه مغز دانه‌های همه انواع کاج خوردنی است، دانه‌های کاج کره‌ای به دلیل درشت بودن و نیز داشتن نوعی اسید چرب غیرمعمول به نام pinolenic acid به میزان ۱۱٫۵٪ در روغن‌دانه، بزرگ‌ترین جایگاه را در بازار بین‌المللی داد و ستد دانه‌های کاج دارد. از روغن دانه‌های این کاج برای ساخت روان‌کننده‌ها و صابون استفاده می‌شود. از کاج کره‌ای تربانتین و جوهر مازو نیز به‌دست می‌آید. چوب این درخت کاربردهای بسیار زیادی در ساخت انواع وسایل دارد، از جمله صنایع کاغذ سازی، وسایل ورزشی، قایق، کف‌پوش، ابزار موسیقی، تیر برق و غیره.
کاج کره‌ای به عنوان درختی زینتی نیز در پارک‌ها و باغ‌های بزرگ مناطق سردسیری جهان مانند شرق کانادا و ایالت‌های شمالی آمریکا کاشته می‌شود. این درخت سرمای پنجاه درجه زیر صفر را تحمل می‌کند.